# Teorema de Ehrenfest
El teorema de Ehrenfest es un teorema empleado en mecánica cuántica que relaciona la derivada temporal del valor esperado de un operador hermítico con el valor esperado del conmutador de tal operador con el hamiltoniano.
El teorema fue enunciado en 1927 por el físico austriaco Paul Ehrenfest (1880–1933).

## Enunciado del teorema
Sea A un operador lineal, H el operador hamiltoniano del sistema y {\displaystyle \Psi } una función de onda, se tiene entonces que:

{\displaystyle {\frac {d}{dt}}\langle A\rangle =-{\frac {i}{\hbar }}\langle [A,H]\rangle }

siendo {\displaystyle \langle A\rangle =\langle \Psi |A|\Psi \rangle \qquad \langle [A,H]\rangle =\langle \Psi |[A,H]\Psi \rangle \qquad [A,H]=AH-HA}
En caso de que A dependa del tiempo la expresión queda:

{\displaystyle {\frac {d}{dt}}\langle A\rangle =-{\frac {i}{\hbar }}\langle [A,H]\rangle +\left\langle {\frac {\partial A}{\partial t}}\right\rangle }.

A veces A no depende explícitamente del tiempo. En este caso el último término resulta nulo.

## Demostración
Sea A un operador lineal, la derivada temporal de su valor esperado será:

{\displaystyle {\frac {d}{dt}}\langle \Psi |A\Psi \rangle ={\frac {d}{dt}}\int _{\mathbb {R} ^{3}}\Psi ^{*}A\Psi d^{3}\mathbf {r} =\int _{\mathbb {R} ^{3}}{\frac {\partial \Psi ^{*}}{\partial t}}A\Psi d^{3}\mathbf {r} +\int _{\mathbb {R} ^{3}}\Psi ^{*}A{\frac {\partial \Psi }{\partial t}}d^{3}\mathbf {r} +\int _{\mathbb {R} ^{3}}\Psi ^{*}{\frac {\partial A}{\partial t}}\Psi d^{3}\mathbf {r} =\left\langle {\frac {\partial \Psi }{\partial t}}|A\Psi \right\rangle +\left\langle \Psi |A{\frac {\partial \Psi }{\partial t}}\right\rangle +\left\langle \Psi |{\frac {\partial A}{\partial t}}\Psi \right\rangle }

Dado que la función de ondas cumple la ecuación de Schrödinger se tiene que:

{\displaystyle i\hbar {\frac {\partial \Psi }{\partial t}}=H\Psi }

Sustituyendo la derivada temporal por la acción del operador hamiltoniano y empleando la hermiticidad de este último tenemos que:

{\displaystyle {\frac {d}{dt}}\langle \Psi |A\Psi \rangle -\left\langle \Psi |{\frac {\partial A}{\partial t}}\Psi \right\rangle =\left\langle {\frac {\partial \Psi }{\partial t}}|A\Psi \right\rangle +\left\langle \Psi |A{\frac {\partial \Psi }{\partial t}}\right\rangle ={\frac {i}{\hbar }}\langle H\Psi |A\Psi \rangle -{\frac {i}{\hbar }}\langle \Psi |AH\Psi \rangle =-{\frac {i}{\hbar }}\langle \Psi |[A,H]\Psi \rangle }

O expresado en forma más compacta:

{\displaystyle {\frac {d}{dt}}\langle A\rangle =-{\frac {i}{\hbar }}\langle [A,H]\rangle +\left\langle {\frac {\partial A}{\partial t}}\right\rangle }

## Aplicaciones

### Relación entre momento y velocidad
Tomando A=x y teniendo en cuenta que:

{\displaystyle [x,H]=\left[x,{\frac {p^{2}}{2m}}+V\right]=\left[x,{\frac {p^{2}}{2m}}\right]={\frac {ip\hbar }{m}}}

Se tiene que:

{\displaystyle {\frac {d\langle x\rangle }{dt}}={\frac {\langle p\rangle }{m}}}

### Leyes de Newton
Tomando A=p y teniendo en cuenta que:

{\displaystyle [p,H]=\left[p,{\frac {p^{2}}{2m}}+V\right]=[p,V]=-i\hbar \nabla V}

se tiene que:

{\displaystyle {\frac {d\langle p\rangle }{dt}}=-\langle \nabla V\rangle =\langle F\rangle }

### Conservación de la energía
Si el operador hamiltoniano no depende explícitamente del tiempo puede tomarse A=H y se tiene que:

{\displaystyle {\frac {d\langle H\rangle }{dt}}=-{\frac {i}{\hbar }}\langle [H,H]\rangle =0}

Identificando el hamiltoniano con la energía del sistema se tiene:

{\displaystyle \langle H\rangle =E=\mathrm {cte} }

Es decir, cuando el hamiltoniano del sistema no depende explícitamente del tiempo, el valor esperado del hamiltoniano se conserva.